# Cerkiew św. Eufrozyny Połockiej w Wilnie
Cerkiew św. Eufrozyny Połockiej – cerkiew prawosławna w Wilnie, wybudowana w latach 1837–1838, położona przy ulicy Liepkalnio, w obrębie cmentarza prawosławnego pod tym samym wezwaniem.

## Historia
Cerkiew została wzniesiona wg projektu N. Czagina w latach 1837–1838. W 1865 w cerkwi został pochowany generał rosyjski F. Paniutin, którego syn, gubernator Wilna, sfinansował rozbudowę obiektu oraz wykonanie w nim nowej dekoracji malarskiej pod kierunkiem W. Wasiliewa i ikonostasu pod kierunkiem A. Riezanowa. Po trwających rok pracach cerkiew została na nowo otwarta i poświęcona. Od 1896 cerkiew, do tej pory filia soboru św. Mikołaja (wcześniej i obecnie katolicki kościół św. Kazimierza), otrzymała status świątyni parafialnej. Dzięki staraniom pierwszego proboszcza Aleksandra Karasewa obiekt przeszedł kolejny remont, w tym wymianę ikonostasu i budowę dzwonnicy z sześcioma dzwonami.
W 1923 cerkiew straciła status parafii i została przypisana jako filia do cerkwi św. Aleksandra Newskiego. Status parafialnej odzyskała w 1946, będąc od tej pory nieprzerwanie czynną.

## Architektura
Cerkiew świadomie naśladuje formą kształt kaplic cmentarnych. Składa się z położonej nad wejściem i przedsionkiem wieży-dzwonnicy i rotundy z trzema absydami. Obiekt z zewnątrz nie posiada prawie żadnej dekoracji architektonicznej, oprócz łuków otaczających okna i okalających dzwonnicę. Świątynia jest wzniesiona z cegły. Wszystkie okna w cerkwi mają półkolisty kształt, całość wieńczą dwie kopuły z krzyżami, jedna położona nad rotundą, druga na szczycie dzwonnicy.